# Argentina als Jocs Paralímpics d'Arnhem 1980
La participació d’Argentina al Jocs Paralímpics d'Arnhem del 1980 va ser la sisena actuació paralímpica dels esportistes argentins a la, també, sisena edició dels Jocs Paralímpics. La delegació argentina es va presentar en quatre esports (natació, atletisme, tennis de taula i basquet), amb deu esportistes (cinc dones), una delegació considerablement menor a les quals venia enviant als Jocs des de la seva primera edició el 1960. Argentina va competir a 43 esdeveniments.
L'equip paralímpic va obtenir quatre medalles d'or, cinc de plata i sis de bronze, aconseguint un total de quinze medalles paralímpiques. Es va millorar així l'acompliment dels jocs immediats anteriors, però no els millors acompliments històrics aconseguits a Tòquio 1964 (6/14/16) i Tel-Aviv 1968 (10/10/10), ni la posició aconseguida als anteriors jocs (23a). Argentina va ocupar la 24a posició al medaller general sobre 43 països participants, aconseguint el seu millor medaller en natació, on va finalitzar en desena posició i en vuitena posició a les proves femenines.
La delegació argentina va obtenir medalles en natació (onze) i atletisme (quatre). Les set dones integrants de la delegació van obtenir catorze de les quinze medalles, incloent totes les medalles d'or. Entre els esportistes més premiats es va destacar Eugenia García amb set medalles (una d'or), obtingudes en natació i atletisme. També es van destacar amb quatre medalles cadascuna, les nedadores Marcella Rizzotto (2 d'or) i Mónica López (una d'or). Els homes van guanyar una medalla i les dones van guanyar catorze medalles (quatre d'or).

## Medaller
| Medalla | Nom                                          | Esport    | Esdeveniment                     |
| ------- | -------------------------------------------- | --------- | -------------------------------- |
|         | Marcella Rizzotto                            | Natació   | 50 m pit 3 femení                |
|         | Marcella Rizzotto                            | Natació   | 50 m lliure 3 femení             |
|         | Eugenia García                               | Natació   | 25 m pit 1A femení               |
|         | Mónica López                                 | Natació   | 25 m pit 1B femení               |
|         | Marcella Rizzotto                            | Natació   | 25 m papallona 3 femení          |
|         | Mónica López                                 | Natació   | 25 m lliure 1B femení            |
|         | Mónica López                                 | Natació   | 25 m esquena 1B femení           |
|         | Eugenia García Mónica López Susana Masciotra | Natació   | Posta 3x25 m lliure 1A-1C femení |
|         | Luis Grieb                                   | Atletisme | Llançament de disc 4 masculí     |
|         | Marcella Rizzotto                            | Natació   | 50 m esquena 3 femení            |
|         | Eugenia García                               | Natació   | 25 m lliure 1A femení            |
|         | Eugenia García                               | Natació   | 25 m esquena 1A femení           |
|         | Eugenia García                               | Atletisme | Llançament de bala 1A femení     |
|         | Eugenia García                               | Atletisme | Llançament de disc 1A femení     |
|         | Eugenia García                               | Atletisme | Llançament de clava 1A femení    |

## Natació
L'equip de natació obtingué una destacada participació, obtenint quatre medalles d'or i un total d'onze medalles (una d'elles en posta), que assolí l'onzena posició a la classificació general de natació als jocs i vuitena a la classificació de natació femenina. Totes les medalles van ser obtingudes per l'equip femení.
Individualment, es van destacar les nedadores Marcella Rizzotto, Mónica López i Eugenia García, cadascuna de les quals va guanyar quatre medalles, obtenint dues d'or i les restants nedadores una medalla d'or cadascuna. La restant medalla la va obtenir Susana Masciotra integrant la posta.

## Atletisme
L'equip d'atletisme va obtenir quatre medalles, una de plata obtinguda per Luis Grieb en llançament de disc i tres de bronze obtingudes per Eugenia García (llançaments de bala, disc i clava). Eugenia García va guanyar també quatre medalles en natació, entre elles una medalla d'or, sumant un total de set medalles i convertint-se en l'esportista argentina més premiada d'aquells Jocs.

## Esportistes
- Homes (5): Hugo Fuentes, Luis Grieb, Julio Clementin, Luis Pérez i Honorio Romero.[1]

- Dones (5): Inés del Gaudio, Eugenia Garcia, Mónica López, Susana Masciotra i Marcella Rizzotto.[1]